# Municipio de Radoviš
El municipio de Radoviš (en idioma macedonio: Општина Радовиш) es uno de los ochenta y cuatro municipios en los que se subdivide administrativamente Macedonia del Norte.

## Geografía
El municipio se encuentra localizado en el territorio que abarca la región estadística de Sudeste.

## Población
La superficie de este municipio abarca una extensión de territorio de unos 497.48 km². La población de esta división administrativa se encuentra compuesta por un total de 28244 personas (según las cifras que arrojaron el censo llevado a cabo en el año 2002). Mientras que su densidad poblacional es de unos cincuenta y siete habitantes por cada kilómetro cuadrado aproximadamente.